# Elektroolfaktografia
Elektroolfaktografia (EOG) – metoda badań narządu węchu polegająca na rejestracji bioelektrycznej czynności neuronów drogi węchowej – od nabłonka węchowego do mózgu – w czasie percepcji zapachu.

## Obiekt badań

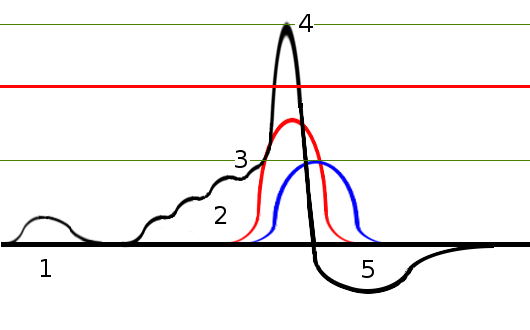
Zmiany potencjału błony neuronu

Błona komórkowa neuronów zawiera  wyspecjalizowane białka, w tym receptory cząsteczek odorantów oraz kanały jonowe. Bramkowane potencjałem kanały jonowe są odpowiedzialne za powstawanie i przesyłanie impulsu elektrycznego, czyli sygnału o utworzeniu kompleksu receptor-odorant. Przez otwarte kanały dyfundują – zgodnie z gradientem stężeń – takie jony jak sód (Na+), potas (K+), chlor (Cl-) oraz wapń (Ca2+). Powoduje to zmiany elektrycznego potencjału błony. Jeżeli zostaje osiągnięty potencjał progowy, powstaje potencjał czynnościowy (iglicowy). 
Informacja o pobudzeniu wielu rodzajów komórek węchowych nabłonka jest przekazywana bezpośrednio do odpowiednich kłębuszków opuszki węchowej, a stąd – do wyższych pięter analizatora węchowego. Elektroolfaktografia umożliwia określanie aktywności neuronów na każdym z tych poziomów analizy informacji chemicznej.

## Badania potencjałów błony pojedynczych neuronów
Najwcześniejsze pomiary elektrycznej aktywności pojedynczych neuronów (John Zachary Young 1937) dotyczyły olbrzymich aksonów kałamarnicy. 

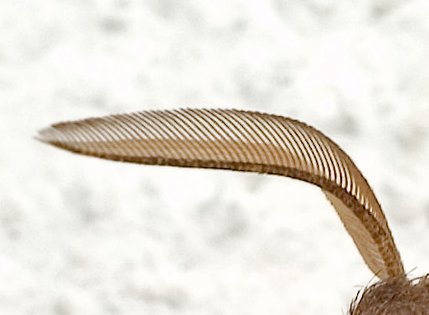
Czułki grzebieniaste (patrz – czułki

Ich wymiary pozwalały na umieszczenie elektrod wewnątrz komórki. Wielokrotnie publikowano również wyniki badań potencjałów wywoływanych przez odoranty w komórkach receptorowych owadów z „węchowymi czułkami grzebieniastymi”. Od połowy XX wieku są publikowane wyniki badań węchu ćmy jedwabnika morwowego,  która jest wrażliwa na zapach bombikolu. Badania tych owadów trwają do dzisiaj. Zapisy zmian potencjałów są nazywane elektroantenogramami (EAG). 
Elektroantenogramy były rejestrowane (po odcięciu czułków) przy użyciu szklanej elektrody Ag-AgCl z kluczem elektrolitycznym. Równocześnie zapisywano chromatogram powietrza opływającego czułek (zapis GC-EAG).

## Badania potencjałów "sumowanych"
Łatwiejsze i częściej stosowane metody badań elektroolfaktograficznych polegają na rejestrowaniu różnicy potencjałów między elektrodą umieszczoną na powierzchni nabłonka węchowego i elektrodą odniesienia.   

System percepcji zapachu u człowieka (patrz – węch)

Elektrody umieszcza się w określonych miejscach nabłonka węchowego zwierząt doświadczalnych (najczęściej szczurów) lub człowieka. Precyzyjny wybór miejsca ich ulokowania ma bardzo duże znaczenie. W czasie otolaryngologicznych badań diagnostycznych stosowano do niedawna wyłącznie metody inwazyjne (w znieczuleniu ogólnym). Obecnie, dzięki udoskonaleniom sprzętu, np. miniaturyzacji sond i endoskopów,  badania mogą być prowadzone bez znieczulenia. Stwierdzono również, że podobne zapisy EOG można otrzymać umieszczając elektrody pomiarowe na zewnątrz – u nasady nosa (elektroolfaktografia nieinwazyjna). 
Uniknięcie narkozy umożliwia kontakt z pacjentem w czasie badania – gromadzenie informacji o subiektywnych wrażeniach węchowych odbieranych w czasie zapisu EOG.

## Badania OERP (wywołane przez odoranty potencjały EEG)
W czasie badań elektroencefalograficznych są rejestrowane zmiany, jakim ulega zapis EEG mózgu pacjenta w czasie wąchania prezentowanych próbek (zapis OERP, od "Olfactory Event-Related Potentials"). W celu zarejestrowania potencjałów wywołanych przez bodźce zapachowe elektrody umieszcza się na skórze głowy w okolicy ciemieniowej i wyspy. Bodźce muszą być powtarzane wielokrotnie, co powoduje że nagrywanie OERPs jest długotrwałe. Rejestrowany jest tzw. efekt Bergera, czyli zahamowania rytmu alfa. Wyniki nie zawsze są jednoznaczne. Zdarza się, że zmiany w EEG nie występują, gdy pacjent odczuwa tylko słaby zapach.